# إيرينا شايك
إيرينا فاليريفنا شيخالإسلاموفا (بالروسية: Ири́на Вале́рьевна Шайхлисла́мова)‏ من مواليد 6 كانون الثاني/يناير 1986، وتُعرف أكثر باسم إيرينا شايك (بالروسية: Ири́на Шейк)‏، هي عارضة أزياء روسية. حققت شايك شهرة كبيرة عام 2007 عندما تعاقدت مع شركة إنتيميسمي للملابس الداخلية. ظهرت كذلك في غلاف مجلة سبورتس أليستريتد سويم سووت بحلول عام 2011 وتُعد أول عارضة روسية تظهر على غلاف هذه المجلة. صنّفها موقع موديلز.كوم في المرتبة رقم ثمانية في العالم ضمن قائمة أجمل عارضات الأزياء.

## النشأة
وُلدت شايك في يمنجلنسك، اتحاد الجمهوريات الاشتراكية السوفياتية. تعود عرقيتها للتار الفولغا. والدها هو فاليري شيخالإسلاموف الذي كانَ يعمل في مناجم الفحم أما زوجته فهي أولغا التي كانت تشغل منصب معلمة موسيقى في روضة أطفال. صرحت إيلينا في الكثير من المقابلات أنها ورثت جمالها من والدها حيث ذكرت: «كان والدي ذو بشرة داكنة، لأن عرقه يعود للتتار الذين يشبهون البرازيليين ... أما لون عينيّ فقد ورثتهم من والدتي». لدى شايك أخ واحد وأخت واحدة أيضًا تُدعى تاتيانا.
بدأت شايك العزف على البيانو في سن السادسة. التحقت في سن التاسعة بمدرسة الموسيقى ودرست هناك لمدة سبع سنوات حيث تعملت خلال تلك الفترة العزف على البيانو والغناء ضمن جوقة. اعترفت في وقت لاحق أن والدتها هي من أرشدتها لتعلم الموسيقى. توفي والدها جرّاء مضاعفات الالتهاب الرئوي عندما كان عمرها 14 عاما؛ وترك عائلته مع القليل من المال مما اضطر والدتها للعمل في وظيفتين لتوفير لقمة العيش للأسرة.
بعد المدرسة الثانوية؛ درست شايك التسويق لكنها فشلت في ذلك فدخلت علم التجميل مع شقيقتها الأكبر سنا. التقت بشخص نصحها بالاستمرار في هذا المجال ثم حثها في وقت لاحق على المشاركة في مسابقة ملكة جمال تشيليابنسك نسخة 2004 ففعلت هذا ونجحا فعلا في الفوز بلقب ملكة الجمال.

## المسيرة المهنية

### البدايات
بدأت روسيا والعالم يتعرّف على شايك في عام 2007 حينما حلّت محل أنا بياتريز باروس كوجه إعلاني لشركة إنتيميسمي. ظهرت في نفس العام في غلاف مجلّة سبورتس إليستراتيد سويمسويت إسيو. منذ ذلك الوقت وهي تظهر بانتظام في كل الطبعات السنوية الخاصة بالمجلة. شاركت في عددٍ من المهرجانات في كل من سانت بطرسبرغ، نابوليد غرينادا وشيلي. وقّعت على عقد مع شركة إنتيميسمي لمدة ثلاث سنوات وأصبحت سفيرة للعلامة التجارية في عام 2010. وقعت كذلك على عقد مع شركة باني للملابس الداخلية بحلول عام 2009، ثم وقعت على عقدٍ آخر مع شركة جيس للملابس في ربيع/صيف عام 2009. لها أعمال أخرى تشمل كتالوج فيكتوريا سيكريت، كتالوج لاكوست وغيرهم.

### الاحتراف
وقعت إلينا شايك على عقد مع شركة أرماني في ربيع/صيف 2010. حصلت كذلك على دور البطولة في فيديو كليب كانييه ويست بعنوان «السلطة» من إخراج الفنان ماركو برامبيا. ظهرت على غلاف مجلة أوسيان درايف وجي كيو في نسخة شهر أغسطس. حلّت في المرتبة الأولى ضمن قائمة أكثر 50 سيدة روسية مثيرة من قِبل مجلة مجمع.
شاركت كذلك في عددٍ من إعلانات شركة هوت كوتور الخاصة بالموضوة في في إسبانيا كما ظهرت على غلاف مجلتي هاربر بازار وإل بحلول تشرين الثاني/نوفمبر 2010. توجتها غلامور بجائزة «أفضل عارضة أزياء لعام 2010». في نهاية العام؛ ظهرت في صورة عارية في مجلة جي كيو الإسبانية مما سبب لها مشاكل وانتقادات عدة لكنها أكدت أن الصورة قد تم التلاعب بها رقميا من خلال إزالة ملابسها الداخلية.

## العمل الخيري
ساعدت شايك في بناء وتشييد مستشفى للولادة في مسقط رأسها يمنجلنسك. ساعدت كذلك رفقة شقيقتها في بناء جناح الأطفال في مستشفى محلي وتعملُ الآن على تمويل مؤسسة خيرية روسية تُقدم الرعاية للأطفال المرضى.

## الحياة الشخصية
تعشقُ شايك الحيوانات حيث تتوفر على كلب من فصيلة لابرادور ريتريفر يُدعى سيزر أو يوليوس نسبة ليوليوس قيصر. شارك كلبها هذا في دور البطولة في فيلم مارلي وأنا.
دخلت شايك في علاقة مع لاعب كرة القدم البرتغالي الشهير كريستيانو رونالدو. دامت العلاقة حوالي خمس سنوات لكن الثنائي انفصلا في كانون الثاني/يناير 2015. دخلت أوائل عام 2015 -بعد فترة قصيرة جدًا من انفصالها عن كريستيانو- في علاقة مع الممثل برادلي كوبر. انتقلت إيلينا في تشرين الثاني/نوفمبر 2015 إلى شقتها في نيويورك، وأنجبت أول مولود لها -ابنة- في 21 آذار/مارس 2017 من كوبر.

## قائمة أفلامها
| السنة | عنوان الفيلم | الدور  |
| ----- | ------------ | ------ |
| 2014  | هرقل         | ميغارا |

## روابط خارجية
- إيرينا شايك على موقع IMDb (الإنجليزية)
- إيرينا شايك على موقع قاعدة بيانات الفيلم (الإنجليزية)
- إيرينا شايك على موقع دليل عارضات الأزياء (الإنجليزية)